# Duhemia metachrostina
Duhemia metachrostina là một loài bướm đêm trong họ Noctuidae.